# Stemhebbende palatale implosief
De stemhebbende palatale implosief is een medeklinker die in het Internationaal Fonetisch Alfabet aangeduid wordt met ʄ, en in X-SAMPA met J\_<.

## Kenmerken
- De manier van articulatie is plosief, wat inhoudt dat de klank wordt geproduceerd door de luchtstroom in het spraakkanaal te belemmeren.
- Het articulatiepunt is palataal, wat inhoudt dat voor het vormen van de klank het midden of de achterkant van de tong tegen het harde verhemelte aan te drukken.
- De articulatie is stemhebbend wat betekent dat de klank wordt geproduceerd door trillingen van de stembanden.
- Het is een orale medeklinker, wat inhoudt dat lucht door de mond kan ontsnappen.
- Het is een centrale medeklinker, wat inhoudt dat de klank wordt geproduceerd door de luchtstroom over het midden van de tong te laten stromen in plaats van langs de zijkanten.
- Het luchtstroommechanisme is glottalisch-ingressief, wat inhoudt dat de klank wordt geproduceerd door lucht uit de glottis naar beneden te duwen.

Deze pagina bevat fonetische informatie in het IPA, die in sommige browsers mogelijk niet correct wordt weergegeven.
Waar symbolen in paren voorkomen, vertegenwoordigt het rechter teken een stemhebbende medeklinker. Gearceerde gebieden bevatten medeklinkers die worden beschouwd als onuitspreekbaar.
Zie ook: IPA, Klinkers